# Casargo

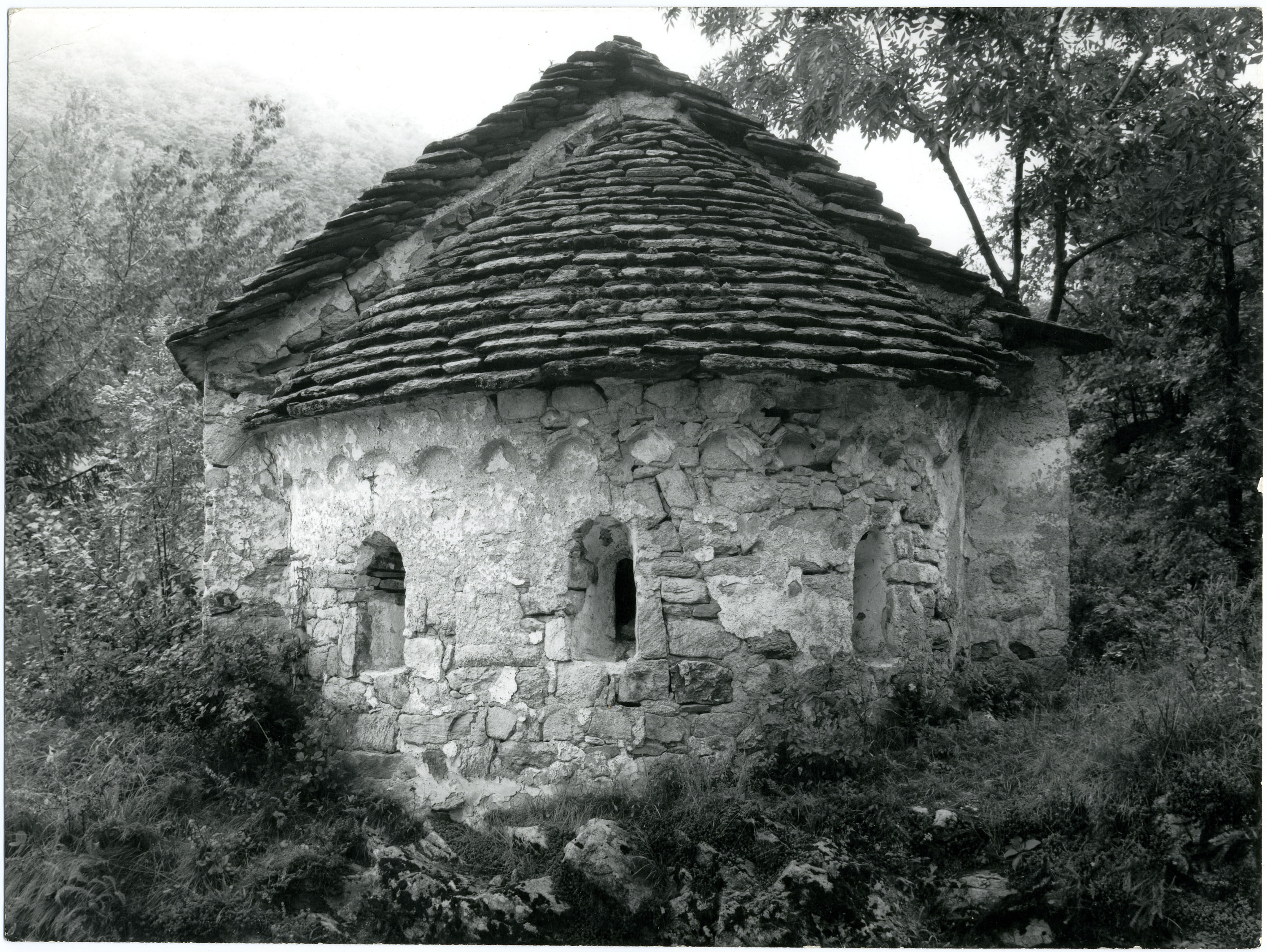
Oratorium Santa Margherita im Ortsteil Somaino

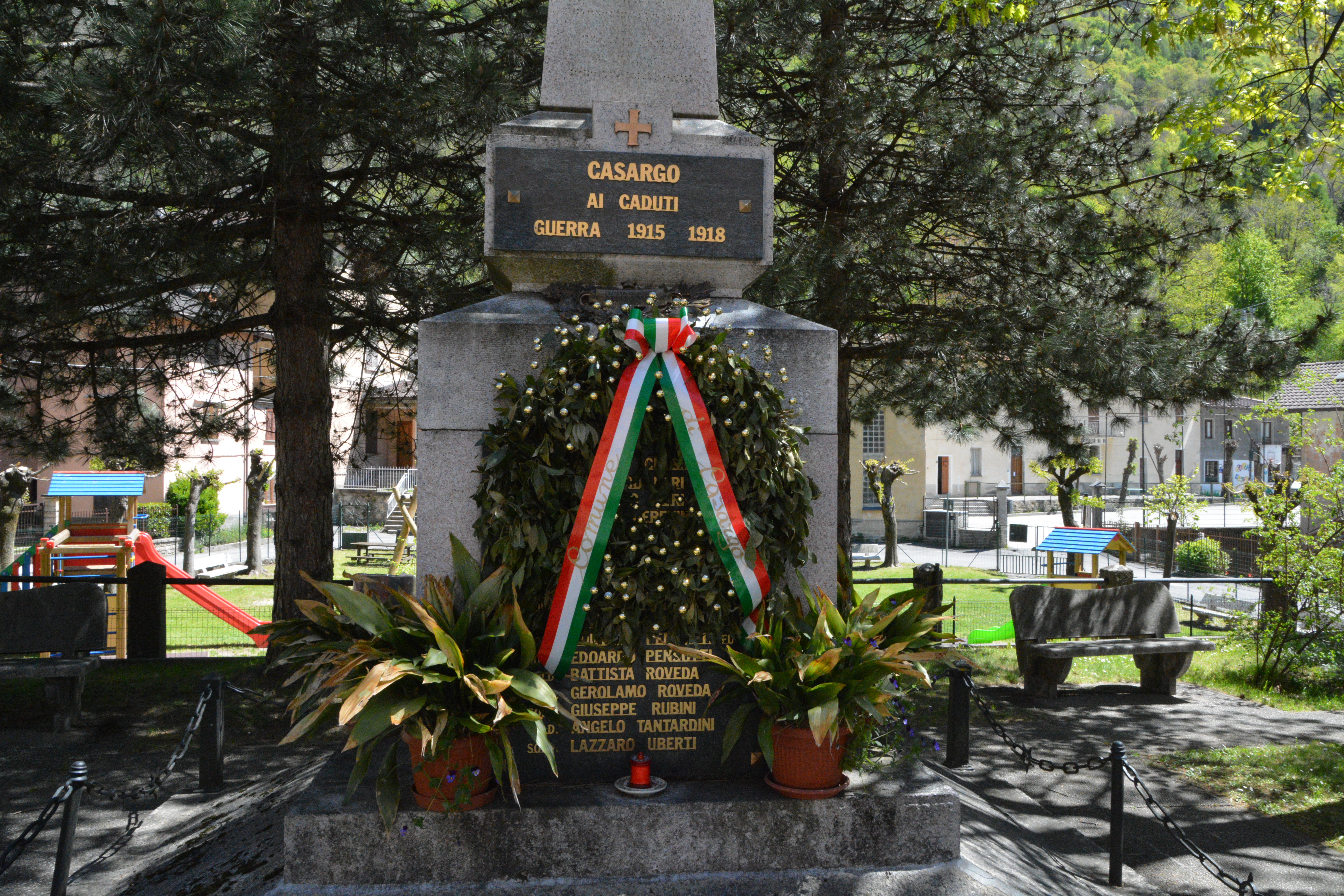
Denkmal der Gefallenen im Ersten Weltkrieg

Casargo ist eine Gemeinde in der Provinz Lecco in der italienischen Region Lombardei mit 836 Einwohnern (Stand 31. Dezember 2023).

## Geographie
Casargo liegt etwa 20 km nördlich der Provinzhauptstadt Lecco und 70 km nordöstlich der Millionen-Metropole Mailand. Die Gemeinde umfasst die Fraktionen Codesino, Indovero, Narro und Somadino. Im Jahr 1971 hatte die Gemeinde Casargo eine Fläche von 1971 Hektar.
Die Nachbargemeinden sind Crandola Valsassina, Margno, Pagnona, Premana, Primaluna, Taceno, Valvarrone und Bellano.

## Geschichte
Nach der territorialen Aufteilung der österreichischen Lombardei (Edikt vom 26. September 1786 c) gehörte die Gemeinde Casargo mit Somadino und Codesino zum Valsassina, das in die Provinz Como einbezogen wurde. Im Jahr 1791 wurde Casargo zu den Gemeinden des Valsassina gezählt, die den Bezirk II von Taceno in der Provinz Mailand bildeten (Compartimento Lombardia, 1791).
Mit der Aktivierung der Gemeinden der Provinz Como, gemäß der territorialen Aufteilung des Königreichs Lombardo-Venetien (Mitteilung vom 12. Februar 1816), wurde die Gemeinde Casargo mit Sommadino und Codesino in den Bezirk X von Taceno aufgenommen.
Casargo con Sommadino e Codesino, eine Gemeinde mit einer Vorladung, wurde im Bezirk X von Introbio (ehemals Taceno) durch die spätere territoriale Aufteilung der lombardischen Provinzen bestätigt (Mitteilung vom 1. Juli 1844). Im Jahr 1853 (Mitteilung vom 23. Juni 1853) wurde Casargo mit den Ortsteilen Somadino und Codesino, Gemeinde mit allgemeiner Einberufung und einer Bevölkerung von 525 Einwohnern, dem Bezirk XV von Bellano zugeordnet.
Nach der vorübergehenden Vereinigung der Provinzen der Lombardei mit dem Königreich Sardinien wurde die Gemeinde Casargo mit 571 Einwohnern, die von einem fünfzehnköpfigen Gemeinderat und einem zweiköpfigen Stadtrat verwaltet wird, gemäß der durch das Gesetz vom 23. Oktober 1859 festgelegten territorialen Aufteilung in den Bezirk II von Introbio, Bezirk III von Lecco, Provinz Como eingegliedert. Bei der Verfassung des Königreichs Italien im Jahr 1861 hatte die Gemeinde 611 Einwohner (Volkszählung 1861). Nach dem Gemeindegesetz von 1865 wurde die Gemeinde von einem Bürgermeister, einer Junta und einem Rat verwaltet. Im Jahr 1867 wurde die Gemeinde in denselben Bezirk, Kreis und dieselbe Provinz eingegliedert (Verwaltungsbezirk 1867).
Im Jahr 1924 wurde die Gemeinde in den Bezirk Lecco der Provinz Como eingegliedert. Nach der Gemeindereform von 1926 wurde die Gemeinde von einem Bürgermeister verwaltet. Im Jahr 1928 wurde die Gemeinde Casargo mit der aufgelösten Gemeinde Indovero zusammengelegt. Nach der Reform
Nach der Gemeindereform von 1946 wurde die Gemeinde Casargo von einem Bürgermeister, einer Junta und einem Rat verwaltet.

## Bevölkerung
| Bevölkerungsentwicklung | Bevölkerungsentwicklung | Bevölkerungsentwicklung | Bevölkerungsentwicklung | Bevölkerungsentwicklung | Bevölkerungsentwicklung | Bevölkerungsentwicklung | Bevölkerungsentwicklung | Bevölkerungsentwicklung | Bevölkerungsentwicklung | Bevölkerungsentwicklung | Bevölkerungsentwicklung | Bevölkerungsentwicklung | Bevölkerungsentwicklung | Bevölkerungsentwicklung | Bevölkerungsentwicklung |
| ----------------------- | ----------------------- | ----------------------- | ----------------------- | ----------------------- | ----------------------- | ----------------------- | ----------------------- | ----------------------- | ----------------------- | ----------------------- | ----------------------- | ----------------------- | ----------------------- | ----------------------- | ----------------------- |
| Jahr                    | 1861                    | 1871                    | 1881                    | 1901                    | 1911                    | 1921                    | 1931                    | 1951                    | 1961                    | 1971                    | 1981                    | 1991                    | 2001                    | 2011                    | 2022                    |
| Einwohner               | 1194                    | 1318                    | 1359                    | 1104                    | 1163                    | 1141                    | 1087                    | 991                     | 891                     | 900                     | 881                     | 867                     | 890                     | 849                     | 837                     |
| Quelle: ISTAT           |                         |                         |                         |                         |                         |                         |                         |                         |                         |                         |                         |                         |                         |                         |                         |

## Sehenswürdigkeiten
- Kirche San Martino, die auf die Zeit vor dem 13. Jahrhundert zurückgeht und deren Glockenturm mittelalterlichen Ursprungs ist, steht zwischen den Ortschaften Narro und Indovero.
- Oratorium Santa Margherita im Ortsteil Somaino (11. Jahrhundert). Sie ist das älteste religiöse Gebäude im Valsassina, dessen Ursprünge auf das 11. Jahrhundert zurückgehen. Die Kirche wurde in der Nähe der militärischen Befestigungen und an der Straße nach Veltlin gebaut, die unter dem im 18. Jahrhundert erweiterten Portikus vorbeiführte. Im Inneren wird neben einem Fresko aus der Renaissance ein interessanter Freskenzyklus byzantinischer Herkunft aufbewahrt, auf dem die Schutzheiligen der benachbarten Kirchen zusammen mit der Jungfrau und dem Kind abgebildet sind. Auf der Kuppel sind Spuren eines Christus Pantokrator zu sehen.[2]
- Oratorium von Sant’Ulderico. Das primitive Gebäude liegt auf einer Lichtung nach einem Pfad aus jahrhundertealten Buchen am Nordhang des Monte Muggio auf 1392 m ü. M. Das ursprüngliche, über einer natürlichen Terrasse gelegene Gebäude stammt aus dem 11. Jahrhundert und war wahrscheinlich eine Einsiedelei mit einem einzigen Saal und einer nach Osten ausgerichteten Apsis.